# بست (هلند)
بست (به هلندی: Best) یک منطقهٔ مسکونی در هلند است که در برابانت شمالی واقع شده‌است. بست ۱۶ متر بالاتر از سطح دریا واقع شده‌است.